# Pufóka kalandjai
A Pufóka kalandjai, MTV2-es címben: Fókabébi (eredeti cím: Bibifoc) francia televíziós rajzfilmsorozat, amelyet 1985-ben gyártott a Sepp International Production. Először Franciaországban mutatták be, majd ezután több külföldi ország, köztük hazánk is, megvásárolta a sorozatot.
A sorozat egy Pufóka nevű bébifókáról és barátairól szól, középpontjában pedig az állatok védelme áll. A sorozat később kiterjed a vadonélő és kihalófélben lévő állatok (pl. elefánt, orrszarvú, bálna stb.) védelmére is. A gonosz szereplők mindig az adott epizódban szereplő állatok orvvadászai, ezt a szerepet leginkább a két főgonosz, Graphite és Smokey bácsi, valamint csatlósaik töltik be.
A sorozatot Magyarországon az első szinkronnal csupán 13 szegmenses részt az MTV2-n vetítették le 11 percenként. Második szinkronnal a teljes részt először a már megszűnt Szív TV és Msat televíziók vetítették, de számos más magyar csatorna is műsorára tűzte az utóbbi években, például a Duna TV, TV2 és a Minimax.

## Cselekmény
A sorozat főhőse és egyben címszereplője Pufóka, a kis bébifóka. Nagyon játékos és kíváncsi, gyakran elcsatangol szüleitől, így nemegyszer kerül szorult helyzetbe. Egy kóborlása során megismerkedik Tommyval, az amerikai kisfiúval, aki nagybátyjával, Smokey bácsival jött Grönlandra „nyaralni”. Hamar összebarátkoznak, és Tommy a Pufóka nevet, valamint egy láncot ad a kis fókának, melynek segítségével meg tudja őt különböztetni a többi fókától.
Smokey bácsi, Tommy nagybátyja azért vitte pont Grönlandra unokaöccsét, mert feltett szándéka, hogy csatlósaival, Sulfrikkal és Carbonnennal elkap néhány bébifókát, hogy aztán eladja a bundájukat. Mivel a fiú nagy állatbarát, és Smokey nem szeretné, ha a fiú csalódna benne, azt hazudja neki, hogy beteg bébifókákat fognak ápolni. De hamar kiderül a turpisság, így Tommy úgy dönt: nem kíván tovább együtt élni Smokey bácsival, inkább Pufókával tart.
Később Tommy és Pufóka összeismerkedik Aurával, az eszkimó lánnyal, aki családjával együtt óvja a bébifókákat az orvvadászoktól. A közös cél összehozza a gyerekeket, és csakhamar jó barátok lesznek, így Tommy az eszkimókkal él a továbbiakban. Együtt veszik fel a harcot Smokey bácsival, a gonosz Graphaittal, akinek szintén a bébifókák prémjére fáj a foga, és az összes orvvadásszal, akik csak állatot akarnak ölni.

## Szereplők

Aura, Tommy és Pufóka

- Pufóka – Pajkos, szüleitől folyton elkóborló bébifóka. Kíváncsiságának köszönhetően folyton bajba kerül, amiből csak barátai segítségével tud kikerülni. Legjobb barátai Tommy és Aura. Értük és állattársaiért bármit megtenne. Mindig Tommyval tart utazásai során legyen szó európai, ázsiai, vagy épp afrikai útról. Kalandjait és őt magát is megismeri az egész világ.
- Tommy – Tíz év körüli amerikai kisfiú. Nagybátyjával, Smokey bácsival érkezik Grönlandra, hogy vakációzzanak. Később azonban rájön, hogy bácsikája miért is ment épp ide. Mivel nagy állatbarát, nem tud vele tovább együttélni. Itt ismerkedik össze Pufókával, majd Aurával, az eszkimólánnyal. Mivel a bébifókák pártján áll, hamarosan az eszkimók közösségének teljes jogú tagjává válik. Barátaival azon fáradozik, hogy megvédjék a bébifókákat. Később több másik tájra is elutazik Pufóka, és néha Aura társaságában is, hogy más kihalófélben lévő állatokon segítsen. Melegszívű, bátor és megvesztegethetetlen, barátaiért és az állatokért bármit megtenne.
- Aura – Tíz év körüli eszkimólány. Az Északi-sarkon él apjával és testvéreivel, akikkel együtt óvja a bébifókákat az orvvadászoktól. Legjobb barátja Tommy és Pufóka. Nagyon kedves, de két dologgal nagyon fel tudják idegesíteni: a védtelen állatok leölésével, és azzal, ha lány mivolta miatt nem vonják be a különböző mentőakciókba.
- Graphait – Tommy, Aura és Pufóka legfőbb ellensége, a sorozat főorvvadásza. Hőseinknek legtöbbször vele kell megküzdeni, az állatok védelmében. Szinte minden állatra "veszélyt jelent": bébifókákra, elefántokra, és más, kihalófélben lévő állatokra egyaránt. Arrogáns, cinikus és szívtelen: a pénz és nyereség érdekében mindenre képes, és nem sajnálja a pénzt különböző titkos bázisok létrehozására sem.
- Smokey bácsi – Tommy bácsikája. Azzal a céllal indul az Északi-sarkra, hogy bébifókákat fogjon be, és aztán eladja azok bőrét, ám kétszínűen azt hazudja Tommynak, hogy valójában meg akarja gyógyítani őket. Mikor kiderül a valódi célja, Tommy elfordul tőle, és nem is akar tovább vele élni. Tommy azonban nem tud végleg elszakadni tőle, ugyanis sűrűn "összefut" még vele Grönlandon, és a világ más tájain is…
- Sulfrik és Carbone – Smokey bácsi csatlósai. Mivel meglehetősen ügyetlenek, soha nem sikerül elkapniuk egyetlenegy bébifókát sem. Kettejük közül Sulfrik az értelmesebb.

## Magyar hangok
| Szereplő     | Eredeti hang                                    | Magyar hang                                  | Magyar hang                                          |
| Szereplő     | Eredeti hang                                    | 1. magyar szinkron (MTV2, 1988 (13 részben)) | 2. magyar szinkron (Duna TV, 1993-1994 (52 részben)) |
| ------------ | ----------------------------------------------- | -------------------------------------------- | ---------------------------------------------------- |
| Narrátor     | Marc de Georgi (1. hang) Henry Djanik (2. hang) | Vajay Erzsi                                  | Koroknay Géza                                        |
| Tommy        | Jackie Berger                                   | Harsányi Bence                               | Bartucz Attila                                       |
| Aura         | Séverine Morisot                                | Ábel Anita                                   | Hámori Eszter                                        |
| Graphart     | Philippe Dumat                                  | Makay Sándor                                 | Faragó József                                        |
| Smokey bácsi | Philippe Dumat                                  | Szabó Gyula                                  | Papp János                                           |
| Carbone      | Pierre Trabaud                                  | ?                                            | Beregi Péter                                         |
| Sulfrik      | Gérard Hernandez                                | ?                                            | Halmágyi Sándor                                      |
| Aura apja    | Marc de Georgi                                  | ?                                            | Breyer László                                        |
| Aura öccse   | N/A                                             | ?                                            | Szalay Csongor                                       |

- További magyar hangok  (1. magyar szinkronban): Botár Endre, Forgács Gábor, Koroknay Géza, Raksányi Gellért, Szuhay Balázs
- További magyar hangok  (2. magyar szinkronban): Bácskai János, Barbinek Péter, Fekete Zoltán, Koncz István, Melis Gábor, Némedi Mari, Papp János, Pusztai Péter, Rudas István, Wohlmuth István

## Epizódok

### Első évad (1985)
| Sor. | Év. | Magyar cím                                                                | Francia cím            | Angol cím             | Eredeti bemutató   | Magyar bemutató                                        |
| ---- | --- | ------------------------------------------------------------------------- | ---------------------- | --------------------- | ------------------ | ------------------------------------------------------ |
| 1.   | 1.  | Fóka születik (MTV1) A születés (Duna TV)                                 | La Naissance           | The Birth             | 1985. október 3.   | 1988. december 11. (MTV1) 1993. december 10. (Duna TV) |
| 2.   | 2.  | A nyaklánc (MTV1) A nyakörv (Duna TV)                                     | Le Collier             | The Necklace          | 1985. október 4.   | 1988. december 18. (MTV1) 1993. december 17. (Duna TV) |
| 3.   | 3.  | Ari (MTV1) Aura (Duna TV)                                                 | Ayma                   | Meeting Aura          | 1985. október 10.  | 1988. december 25. (MTV1) 1993. december 31. (Duna TV) |
| 4.   | 4.  | A jéghegy                                                                 | L'Iceberg              | The Iceberg           | 1985. október 11.  | 1989. január 1. (MTV1) 1994. január 7. (Duna TV)       |
| 5.   | 5.  | Vészjelek a rádióban (MTV2) Rádiósveszély (Duna TV)                       | Radio Danger           | Radio Danger          | 1985. október 17.  | 1989. január 8. (MTV2) 1994. január 14. (Duna TV)      |
| 6.   | 6.  | A csapda                                                                  | Le Piège               | The Trap              | 1985. október 18.  | 1989. január 15. (MTV2) 1994. január 21. (Duna TV)     |
| 7.   | 7.  | Fókacsalogató (MTV2) Fókavadászat (Duna TV)                               | L'Appel des phoques    | The Call of the Seals | 1985. október 24.  | 1989. január 22. (MTV2) 1994. január 28. (Duna TV)     |
| 8.   | 8.  | Észkombájn professzor megbánja tettét (MTV2) Turnbuckle vezekel (Duna TV) | Tournebroche se repent | The Professor Regrets | 1985. október 25.  | 1989. január 29. (MTV2) 1994. február 4. (Duna TV)     |
| 9.   | 9.  | Zsarolás                                                                  | Chantage               | Blackmail             | 1985. október 31.  | 1989. február 5. (MTV2) 1994. február 11. (Duna TV)    |
| 10.  | 10. | Felhők hátán (MTV2) Viszontagságok léghajóval (Duna TV)                   | Le Voyage              | The Trip              | 1985. november 1.  | 1989. február 12. (MTV2) 1994. február 18. (Duna TV)   |
| 11.  | 11. | Bálnák nyomában (MTV2) Bálnák a kikötőben (Duna TV)                       | Les Baleines           | The Whales            | 1985. november 7.  | 1989. február 19. (MTV2) 1994. február 25. (Duna TV)   |
| 12.  | 12. | A bálnavadászok                                                           | Les Chasseurs          | The Hunters           | 1985. november 8.  | 1989. február 26. (MTV2) 1994. március 4. (Duna TV)    |
| 13.  | 13. | Teknőslesen (MTV2) Teknősbéka-vadászat (Duna TV)                          | La Chasse à la tortue  | The Turtle Hunt       | 1985. november 14. | 1989. március 5. (MTV2) 1994. március 11. (Duna TV)    |
| 14.  | 14. | Teknősök éjszakája                                                        | La Grande Nuit         | The Big Night         | 1985. november 15. | 1994. március 18.                                      |
| 15.  | 15. | Húszlábnyira a föld alatt                                                 | Sous la glace          | Under The Ice         | 1985. november 21. | 1994. március 25.                                      |
| 16.  | 16. | Válasz az ultrahang hívásra                                               | Le Grand Appel         | The Great Call        | 1985. november 22. | 1994. április 8.                                       |
| 17.  | 17. | Az elrablás                                                               | L'Enlèvement           | The Pick Up           | 1985. november 28. | 1994. április 15.                                      |
| 18.  | 18. | Az üres gyár                                                              | L'Usine                | The Factory           | 1985. november 29. | 1994. április 22.                                      |
| 19.  | 19. | Szafari                                                                   | Safari                 | Safari                | 1985. december 5.  | 1994. április 29.                                      |
| 20.  | 20. | Tiltott terület                                                           | Terre interdite        | Forbidden Land        | 1985. december 6.  | 1994. május 6.                                         |
| 21.  | 21. | Az orvvadászok                                                            | Sauve qui peut         | Run for Your Life     | 1985. december 12. | 1994. május 13.                                        |
| 22.  | 22. | Ó, az a csodálatos kék szín                                               | La Grande Bleue        | The Big Blue          | 1985. december 13. | 1994. május 20.                                        |
| 23.  | 23. | Manipuláció                                                               | Manipulation           | The Manipulation      | 1985. december 19. | 1994. május 27.                                        |
| 24.  | 24. | A szabotázs                                                               | Sabotage               | Sabotage              | 1985. december 20. | 1994. június 3.                                        |
| 25.  | 25. | Leopárdcsempészek                                                         | La Grande Question     | The Big Question      | 1986. január 2.    | 1994. június 10.                                       |
| 26.  | 26. | Utazás meglepetéssel                                                      | La Surprise            | The Surprise          | 1986. január 3.    | 1994. június 17.                                       |

### Második évad (1986)
| Sor. | Év. | Magyar cím                  | Francia cím                  | Angol cím                      | Eredeti bemutató     | Magyar bemutató      |
| ---- | --- | --------------------------- | ---------------------------- | ------------------------------ | -------------------- | -------------------- |
| 27.  | 1.  | Párizsi kaland              | The Kidnappers               | Les Ravisseurs                 | 1986. szeptember 9.  | 1994. június 24.     |
| 28.  | 2.  | Dr. Dessaud csalódása       | Les Désillusions du docteur  | The Doctor's Disappointments   | 1986. szeptember 10. | 1994. július 1.      |
| 29.  | 3.  | Kaland az Alpokban          | Le Chamois                   | Adventures in the Alps         | 1986. szeptember 16. | 1994. július 8.      |
| 30.  | 4.  | Szerencsés lesiklás         | L'Avalanche                  | The Avalanche                  | 1986. szeptember 17. | 1994. július 15.     |
| 31.  | 5.  | Mozgalmas átkelés           | Quelle traversée             | What a Journey                 | 1986. szeptember 23. | 1994. július 22.     |
| 32.  | 6.  | A megmenekülés              | La Recherche                 | The Research                   | 1986. szeptember 24. | 1994. július 29.     |
| 33.  | 7.  | Jéghegy jégheggyel szemközt | Le Naufrage                  | The Shipwreck                  | 1986. szeptember 30. | 1994. augusztus 5.   |
| 34.  | 8.  | A felolvadt intrikus        | L'Iceberg                    | The Iceberg                    | 1986. október 1.     | 1994. augusztus 12.  |
| 35.  | 9.  | Az egyszarvú                | La Licorne                   | The Unicorn                    | 1986. október 7.     | 1994. augusztus 19.  |
| 36.  | 10. | A bűvös szarv               | Bibi-panthères               | Bibi-Panther                   | 1986. október 8.     | 1994. augusztus 26.  |
| 37.  | 11. | A tengeri vidra             | La Grande Chasse             | The Big Hunt                   | 1986. október 14.    | 1994. szeptember 2.  |
| 38.  | 12. | Elsüllyedt tengeralattjáró  | Le Sous-marin                | The Submarine                  | 1986. október 15.    | 1994. szeptember 9.  |
| 39.  | 13. | Jeti nyomában               | À la recherche du yéti       | In Search of The Yeti          | 1986. október 21.    | 1994. szeptember 16. |
| 40.  | 14. | A fehér nyúl                | Le Lièvre blanc              | The White Hare                 | 1986. október 22.    | 1994. szeptember 23. |
| 41.  | 15. | Robotrepülő                 | L'Avion blanc                | The White Airplane             | 1986. október 28.    | 1994. szeptember 30. |
| 42.  | 16. | Bizonyíték                  | Les Photos                   | The Pictures                   | 1986. október 29.    | 1994. október 7.     |
| 43.  | 17. | Panda kaland                | Le Panda                     | The Panda                      | 1986. november 4.    | 1994. október 14.    |
| 44.  | 18. | Egy híd túl sok             | La Rançon                    | The Ransom                     | 1986. november 5.    | 1994. október 21.    |
| 45.  | 19. | A maják földjén             | Chez les mayas               | With the Mayan's               | 1986. november 11.   | 1994. október 28.    |
| 46.  | 20. | Legenda a templomról        | Le Sanctuaire                | The Sanctuary                  | 1986. november 12.   | 1994. november 4.    |
| 47.  | 21. | A majom-ügy                 | Gare au gorille              | Gorilla Station                | 1986. november 18.   | 1994. november 11.   |
| 48.  | 22. | Megmenekülés                | Bibifoc fait le singe        | Seabert Does The Monkey        | 1986. november 19.   | 1994. november 18.   |
| 49.  | 23. | Zűrzavar a dzsungelben      | Promenons-nous dans les bois | Let's Take a Walk in the Woods | 1986. november 25.   | 1994. november 25.   |
| 50.  | 24. | Életfák                     | Gardez le garde              | Keep The Guard                 | 1986. november 26.   | 1994. december 2.    |
| 51.  | 25. | Tömeges halpusztulás        | Tampon contre-attaque        | Tampon Counterattacks          | 1986. december 2.    | 1994. december 9.    |
| 52.  | 26. | Smokey vezekel              | Décontamination              | Decontamination                | 1986. december 3.    | 1994. december 16.   |